# Ploëzal
Ploëzal (tiếng Breton: Pleuzal) là một xã của tỉnh Côtes-d’Armor, thuộc vùng Bretagne, tây bắc Pháp.

## Dân số
Người dân ở Ploëzal được gọi là Ploëzalais.